# Sandford, Dorset
Sandford är en by i Dorset i England. Byn är belägen 24 km 
från Dorchester. Orten har 2 106 invånare (2015).